# Harrison (New York)
Pour les articles homonymes, voir Harrison.
Harrison est un ville-village chevauchant du comté de Westchester dans l'État de New York.
La municipalité comptait 27 472 habitants en 2010.

## Géographie

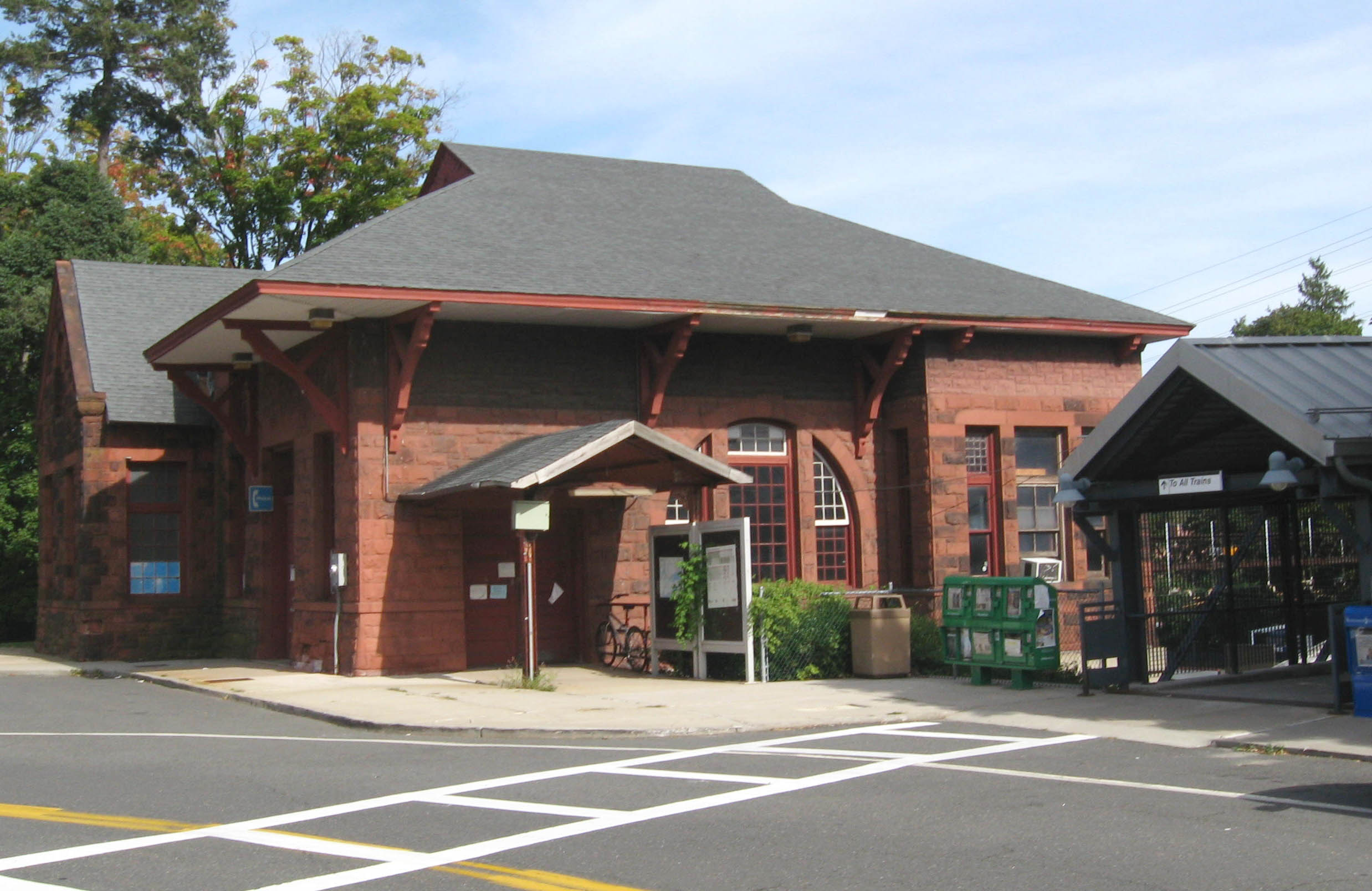
Gare du train de banlieue.

## Personnalités
- Wilma Cozart Fine (1927-2009), productrice de disques, est morte à Harrison.
- Mark Podwal (1945-2024), médecin juif américain, ophtalmologiste, connu pour ses illustrations, pour le New York Times et pour plusieurs ouvrages dont le Golem d'Elie Wiesel, est mort à Harrison.